# Olmi-Cappella
Olmi-Cappella (in corso Olmi è Cappella) è un comune francese di 195 abitanti situato nel dipartimento dell'Alta Corsica nella regione della Corsica.

## Società

### Evoluzione demografica
Abitanti censiti